# Agama insularis
Agama insularis är en ödleart som beskrevs av  Paul Chabanaud 1918. Agama insularis ingår i släktet Agama och familjen agamer. Inga underarter finns listade i Catalogue of Life.
Arten förekommer på ön Roume (även Room) som tillhör ögruppen Îles de Los i Guinea. Honor lägger ägg.